# 王松茂
王松茂（？—？），號百尋，河南歸德府宁陵县人，明朝政治人物。

## 生平
崇祯九年（1636年）丙子科河南鄉試第六十四名舉人，崇禎十年（1637年），登丁丑科會試第二百三十七名，廷試三甲十五名进士。兵部观政，本年六月授陕西西安府推官，十六年拾遺去職。

## 家族
曾祖王禄，祖王思教，父王吉士〔儒官〕。